# دانشکده‌کشاورزی (ارومیه)
دانشکده‌کشاورزی (ارومیه)، روستایی از توابع بخش نازلو شهرستان ارومیه در استان آذربایجان غربی ایران است.

## جمعیت
این روستا در دهستان نازلوچای قرار دارد و براساس سرشماری مرکز آمار ایران در سال ۱۳۸۵، جمعیت آن ۷۲ نفر (۲۰خانوار) بوده‌است.